# Torralba del Pinar
Torralba del Pinar település Spanyolországban, Castellón tartományban. Torralba del Pinar Ayódar, Cirat, Fuentes de Ayódar, Higueras, Montán, Pavías és Villamalur községekkel határos. Lakosainak száma 59 fő (2024).

## Népesség
A település népessége az elmúlt években az alábbi módon változott:
| Lakosok száma | 78   | 68   | 73   | 62   | 54   | 48   | 66   | 69   | 63   | 59   |
|               | 2001 | 2004 | 2006 | 2009 | 2011 | 2014 | 2016 | 2019 | 2021 | 2024 |